# Igor Ansoff
Igor Ansoff (Vladivostok, 12 de dezembro de 1918 — San Diego, 14 de julho de 2001) foi um professor e consultor norte-americano nascido na Rússia.
Formou-se na Brown University em Engenharia e Matemática, e trabalhou na Rand Corporation e depois na Lockheed. É conhecido como o pai da gestão estratégica.
Igor Ansoff, contribuiu com o planejamento através da obra clássica Estratégia Corporativa, publicada em 1965, influenciado pelas ideias de Peter Drucker e Alfred D. Chandler. Em seu renomado livro, apresentou uma noção de um processo de formular objetivos e estratégias com base da análise de oportunidades do ambiente.
Criou o modelo de Ansoff de planejamento estratégico, baseado na expansão e diversificação empresariais através de uma seqüência de decisões.